# 哈特福德鎮區 (阿肯色州錫巴斯琴縣)
哈特福德鎮區（英語：Hartford Township）是位於美國阿肯色州錫巴斯琴縣的一個行政鎮區。

## 地方資料
哈特福德鎮區的面積為129.46平方千米，當中陸地面積為129.11平方千米，而水域面積為0.35平方千米。根據2010年美國人口普查的數據，當地共有人口1131人，而人口密度為每平方千米8.74人。